# = (آلبوم)
= (مساوی) پنجمین آلبوم استودیویی خواننده-ترانه‌سرای انگلیسی اد شیرن است. این آلبوم در ۲۹ اکتبر ۲۰۲۱ توسط آسیلوم رکوردز و آتلانتیک رکوردز به همراه تک‌آهنگ‌های «عادت‌های بد»، «لرزیدن»، «نقاشی‌های روی پل» و «جوکر و ملکه» و تک‌آهنگ تبلیغاتی «ساعت ملاقات» منتشر شد.
پس از انتشار، = نقدهای متفاوتی از منتقدان موسیقی دریافت کرد، که از تجربه نوظهور شیرن در زمینه صوتی قدردانی کردند اما با این وجود از ساختار آن انتقاد کردند. این آلبوم در استرالیا، بلژیک، کانادا، دانمارک، فرانسه، آلمان، ایرلند، ایتالیا، لیتوانی، هلند، نیوزلند، اسکاتلند، سوئد، بریتانیا و ایالات متحده به رتبه یک رسید.
نسخه کریسمس این آلبوم در ۳ دسامبر ۲۰۲۱ منتشر شد. این آلبوم شامل یک حضور مهمان از خواننده و ترانه‌سرای انگلیسی همکار التون جان در آهنگ «کریسمس مبارک» است، در حالی که نسخه استاندارد هیچ حضور مهمان ندارد.